# Doaphius rufopolitus
Doaphius rufopolitus är en skalbaggsart som beskrevs av Vladimir Balthasar 1941. Doaphius rufopolitus ingår i släktet Doaphius och familjen Aphodiidae. Inga underarter finns listade i Catalogue of Life.